# Trichinium parviflorum
Trichinium parviflorum är en amarantväxtart som beskrevs av John Lindley. Trichinium parviflorum ingår i släktet Trichinium och familjen amarantväxter. Inga underarter finns listade i Catalogue of Life.